# Epia lunilinea
Epia lunilinea är en fjärilsart som beskrevs av William Schaus 1920. Epia lunilinea ingår i släktet Epia och familjen silkesspinnare. Inga underarter finns listade i Catalogue of Life.